# Диференциална геометрия
Диференциалната геометрия е дял от геометрията, в който геометричните обекти се изучават с методите на математическия анализ, преди всичко диференциалното смятане и теорията на диференциалните уравнения, на което се дължи името. Тя възниква като метод през XVIII в., а нейни създатели са Леонард Ойлер и Гаспар Монж, който пише първата книга по предмета през 1795 г. Основен принос за обособяването на диференциалната геометрия като отделен дял от геометрията има Карл Фридрих Гаус, създал през 1827 г. теорията на повърхностите. Всъщност диференциалната геометрия се заражда през XVII век като приложен аспект на откритото по това време диференциално и интегрално смятане. Така погледнато, може да се смята, че пионер на тази наука е Готфрид Лайбниц.
При изследвания на пространства и многообразия в диференциалната геометрия в тях се въвеждат координати по подобие на въвеждането на координати в аналитичната геометрия. В тези пространства се влагат други геометрични обекти – например криви и повърхнини, които се задават чрез уравнения и достатъчен брой пъти диференцируеми функции.
Във висшите дялове на диференциалната геометрия се използва тензорно смятане.

## История
Според немския математик Вилхелм Блашке за рождена година на диференциалната геометрия се счита 1697 година, когато Йохан Бернули постулира задачата за намирането на най-къс път между две точки по дадена повърхнина. Бернули, Ойлер и Лагранж обаче само полагат основите на този дял от геометрията, а истинските ѝ създатели са Гаспар Монж и Карл Фридрих Гаус. През 1795 година Монж пише „Приложения на анализа в геометрията“ – достъпно изложен учебник със задачи, посветени на специални класове повърхнини, а през 1828 година в труда си „Общи изследвания за кривите повърхнини“ Гаус обединява постигнатите резултати в дълбока единна теория, чиито резултати скоро стават класически.
Класическата диференциална геометрия има два главни дяла: теория на кривите и теория на повърхностите. По-късно възниква римановата геометрия, както и други обобщаващи я направления. В теорията на кривите се изучават локални свойства, т.е. такива свойства, които са валидни за произволно малки участъци от една крива. Това се постига с помощта на понятията тангенциална права и оскулачна равнина, които еднозначно се съпоставят на всяка точка от кривата (т.е. реализират най-добро допиране за двукратно гладките криви). Чрез тях се определят основните понятия кривина и торзия. С понятията главна нормала и биномиала се определя т.нар. „триедър на Френе“, който дава възможност да се получат естествените уравнения на кривата, даващи пълна информация за нейните локалните свойства. В теорията на повърхнините освен тангенциална равнина и нормала участват понятията: главни направления, нормална кривина, главна кривина, основни квадратични форми и др. Още Ойлер установява връзката между нормалната кривина в произволно направление и главните кривини.
Кривините са числови (понякога по-общи) характеристики, които описват доколко свойствата на „изкривените“ обекти (криви и повърхнини) се отклоняват от тези на „изправените“ обекти (права и равнина). Нормално кривината „измерва“ закривяването на т. нар. нормално сечение на повърхнината (всъщност това е подходящо подбрана крива в дадено направление).
Оказва се, че във всяка точка на една регулярна повърхнина има две взаимно перпендикулярни направления, чиито главни кривини характеризират главната кривина във всяко друго направление (теорема на Ойлер).
Напълно задоволителна теория на повърхнините обаче създава Гаус. Тази теория се основава изцяло на основните квадратични форми, които са алгебричната основа на теорията. Понятието „квадратична форма“ идва от алгебрата и е обобщение на квадратен тричлен. Коефициентите на първата квадратична форма се означават обикновено с E, F и G. Произведението на главните кривини (наречено гаусова кривина) се изразява само чрез коефициентите на първата и втората квадратична форма. Гаусовото разбиране за повърхнините води до т.нар. вътрешна геометрия на повърхнините. Римановата геометрия е обобщение на гаусовата теория на повърхнините за многомерни повърхнини (многобразия). Днес тя има много обобщения, важни не само за математиката, но и за съвременната теоретична физика. Тенденцията е диференциалната геометрия да прерасне в универсален език на математиката и физиката. Касае се за „геометризиране“ на теоретичната физика – обстоятелство, пророкувано още от Рене Декарт.
В България пионер в областта на диференциалната геометрия е акад. Боян Петканчин. Негови ученици са проф. Грозьо Станилов и проф. Иванка Иванова-Каратопраклиева. Българските учени да продължат да работят по приложението на диференциалната геометрия в теоретичната физика.